# 시엠레아프
씨엠립(크메르어: ក្រុងសៀមរាប)은 캄보디아 씨엠립 주의 주도이다. 씨엠립은 17세기 타이의 아유타야 왕조와의 전쟁에서 승리한 것과 관련이 있다. 앙코르 와트, 바이욘 등이 있는 앙코르 유적군 관광의 거점이 되는 도시이다. 남쪽으로는 동남아시아 최대의 호수인 톤레삽 호가 있다.
오늘날 씨엠립은 인기있는 관광 도시이며 수많은 호텔과 레스토랑이 들어서 있다. 대부분의 현지 거주민들은 옛 시장 지역에 있고, 값비싼 호텔은 주로 씨엠립 국제공항과 6번 국도를 따라서 있다.

## 역사
시엠레아프라는 이름은 "시암을 격퇴하다"라는 의미이다. 시암은 오늘 날의 타이로 17세기 아유타야 왕조와의 전쟁에서 승리한 것과 관련된 지명이다.
1901년 프랑스 극동 학회는 바이욘을 탐사하는 기금모집의 일환으로 앙코르에 대한 긴 협의를 시작하였다. 타이의 통치 하에 1907년 씨엠립은 캄보디아에 반환되었고, 프랑스 극동학회는 전체 유적을 청소하고 복원하는 책임을 졌다. 1907년 첫 번째 탐사대 200명이 3개월에 걸쳐 시엠레아프에 도착하였다. 이렇게 함으로써 앙코르 와트는 세상에 드러나게 되었다.
시엠레아프는 프랑스 탐험대들이 처음 찾아왔을 때는 조그마한 마을이었고, 1907년 프랑스 통치 하에 캄보디아에 반환됨으로써 여행자들의 발길을 받아 성장하기 시작하였다.
The Grand Hotel d'Angkor는 1929년에 문을 열었고, 찰리 채플린이나 제키 케네디와 같은 방문자들에게 앙코르의 여러 사원들은 1960년대까지 아시아에서 가장 빛나는 유적으로 각광 받았다.
1975년에 들어서 크메르루즈 반군을 피해 외곽으로 러쉬가 이뤄졌다. 씨엠립의 역사는 1998년 폴 포트의 사후에 다시 활기를 찾았다. 전쟁의 발발로 긴 잠에 빠졌던 시엠레아프는 90년대 중반에 들어 다시 활기를 띠게 된 것이다.
오늘날 시엠레아프는 확실히 캄보디아에서 가장 빠른 성장을 하는 도시이다. 앙코르 유적들은 매력적인 세계 유산으로 남아서, 주요 관광의 허브로 발전하고 있다. 오늘날 시엠레아프에는 현대식 호텔과 건축물들이 즐비하게 늘어 서 있다. 이러한 빠른 발전은 물가상승과 더불어 부동산 폭등 등의 부작용을 낳았지만, 이러한 영향에도 불구하고, 시엠레아프의 사람들은 전통과 문화, 이미지 보존에 적극적이다.

## 볼거리
시엠레아프에는 5성급 고급 호텔부터 저렴한 게스트 하우스까지 다양한 종류의 숙박이 있다. 또한 한식이나 일식을 비롯하여 이태리 식당, 프랑스, 독일, 러시아, 타이 음식까지 다양한 종류의 숙박이 있다. 또한 사르 차를 비롯하여 많은 전통 시장과 새로이 만들어진 시장이 있고, 서양식 펍과 나이트 라이프까지 다양하다.
시엠레아프 국제공항은 이곳을 접근하는 주요 통로이며, 많은 여행객들은 대부분 시내 북쪽으로 6km 정도 떨어진 앙코르 와트나 앙코르 톰, 그리고 톤레삽 호를 비롯하여 기타 앙코르 유적을 방문한다. 압사라 댄스와 같은 다양한 문화적 볼거리를 비롯해 어촌마을이나 공예품점, 실크 공장 등을 자전거나 오토바이를 빌려서 돌아볼 수 있다.

### 앙코르 와트
왓(Wat)은 태국이나 이곳이나 모두 사원을 의미한다. 앙코르 와트는 앙코르 유네스코 세계문화 유산의 핵심 볼거리이다. 크메르 문명의 찬란한 유적들이 남아 있다.

### 앙코르 톰
12세기 말에 세워진 내부의 미려한 황궁 유적이다.

### 캄보디아 지뢰박물관
이곳 지뢰박물관은 지뢰사상자 퇴역군인들의 단체인 아키라에 의해 운영되는 지뢰박물관이다.

### 캄보디아 국립박물관
새롭게 건축된 박물관으로 크메르 제국 황금기의 역사적 자취를 엿볼 수 있다. 멀티미디어로 소개를 한다.

### 프사 짜
프사 짜(Psar Chaa)는 현지인들의 특성을 가장 잘 나타내는 벼룩 시장이다. 여행 기념품도 쏠쏠히 구매할 수 있다.

### 톤레사프 호
동남아시아에서 가장 큰 호수로 시엠레아프 외곽으로 6km 떨어진 곳에 있다. 호수 관광과 수상에 떠 있는 휴게실에서 호수를 관찰하는 관광을 할 수 있다. 누른 황토물이 흐르는 끝없는 수평선을 보는 이색 체험이 가능하다.
그외에도 많은 앙코르 유적이 있다. 전통적인 먹거리로 캄보디아 국수와 일찍부터 북한에 망명하여 김일성과 친분관계가 있었던 시하누크 전 국왕의 적극적인 지지로 세워진 평양랭면이 있다.

## 교통
시엠레아프 국제공항(IATA code REP)은 시내에서 7km 떨어진 곳에 있으며, 프놈펜, 시아누크빌, 싱가포르, 방콕, 콸라룸푸르, 인천, 부산, 쿤밍, 까오슝 등에서 직항이 있다. 육로로는 프놈펜, 태국 국경을 통해 들어가는 경우가 있으며, 프놈펜에서 보트나 버스로도 접근이 가능하다.

## 기후
시엠레아프의 기후는 대체적으로 보면 열대 기후 중 동계 건기 성격이 짙은 사바나 기후에 예속된다. 우기는 주로 여름철에 집중되어 있는 것으로 보인다.
| 시엠레아프의 기후                                              | 시엠레아프의 기후 | 시엠레아프의 기후 | 시엠레아프의 기후 | 시엠레아프의 기후 | 시엠레아프의 기후 | 시엠레아프의 기후 | 시엠레아프의 기후 | 시엠레아프의 기후 | 시엠레아프의 기후 | 시엠레아프의 기후 | 시엠레아프의 기후 | 시엠레아프의 기후 | 시엠레아프의 기후 |
| 월                                                             | 1월               | 2월               | 3월               | 4월               | 5월               | 6월               | 7월               | 8월               | 9월               | 10월              | 11월              | 12월              | 연간              |
| -------------------------------------------------------------- | ----------------- | ----------------- | ----------------- | ----------------- | ----------------- | ----------------- | ----------------- | ----------------- | ----------------- | ----------------- | ----------------- | ----------------- | ----------------- |
| 역대 최고 기온 °C (°F)                                         | 35.0 (95.0)       | 36.7 (98.1)       | 38.9 (102.0)      | 39.4 (102.9)      | 40.6 (105.1)      | 38.9 (102.0)      | 35.6 (96.1)       | 35.0 (95.0)       | 34.4 (93.9)       | 33.9 (93.0)       | 34.4 (93.9)       | 34.4 (93.9)       | 40.6 (105.1)      |
| 일평균 최고 기온 °C (°F)                                       | 31.7 (89.1)       | 33.5 (92.3)       | 34.9 (94.8)       | 35.8 (96.4)       | 34.8 (94.6)       | 33.6 (92.5)       | 32.9 (91.2)       | 32.4 (90.3)       | 31.7 (89.1)       | 31.5 (88.7)       | 31.2 (88.2)       | 30.6 (87.1)       | 32.9 (91.2)       |
| 일일 평균 기온 °C (°F)                                         | 26.0 (78.8)       | 27.8 (82.0)       | 29.5 (85.1)       | 30.5 (86.9)       | 29.9 (85.8)       | 29.2 (84.6)       | 28.9 (84.0)       | 28.8 (83.8)       | 28.1 (82.6)       | 28.0 (82.4)       | 26.9 (80.4)       | 25.6 (78.1)       | 28.3 (82.9)       |
| 일평균 최저 기온 °C (°F)                                       | 20.4 (68.7)       | 22.4 (72.3)       | 24.1 (75.4)       | 25.4 (77.7)       | 25.4 (77.7)       | 25.1 (77.2)       | 24.9 (76.8)       | 25.1 (77.2)       | 24.7 (76.5)       | 24.5 (76.1)       | 22.6 (72.7)       | 20.7 (69.3)       | 23.8 (74.8)       |
| 역대 최저 기온 °C (°F)                                         | 9.4 (48.9)        | 12.8 (55.0)       | 15.0 (59.0)       | 17.8 (64.0)       | 18.9 (66.0)       | 17.8 (64.0)       | 18.9 (66.0)       | 18.9 (66.0)       | 20.0 (68.0)       | 17.2 (63.0)       | 12.2 (54.0)       | 10.0 (50.0)       | 9.4 (48.9)        |
| 평균 강우량 mm (인치)                                          | 3.7 (0.15)        | 4.7 (0.19)        | 29.0 (1.14)       | 57.3 (2.26)       | 149.7 (5.89)      | 214.1 (8.43)      | 192.6 (7.58)      | 208.9 (8.22)      | 287.7 (11.33)     | 199.6 (7.86)      | 51.3 (2.02)       | 7.3 (0.29)        | 1,405.9 (55.36)   |
| 평균 강우일수 (≥ 0.1 mm)                                       | 1.5               | 0.7               | 3.2               | 7.6               | 17.0              | 18.0              | 17.6              | 17.6              | 17.4              | 15.4              | 6.4               | 2.0               | 124.4             |
| 평균 상대 습도 (%)                                             | 59                | 59                | 58                | 59                | 66                | 70                | 71                | 73                | 75                | 75                | 68                | 64                | 66                |
| 출처: 독일 기상청 (평년값: 1997년~2010년, 극값: 1906년~2010년) |                   |                   |                   |                   |                   |                   |                   |                   |                   |                   |                   |                   |                   |

## 자매도시
자매도시는 다음과 같다.
- 미얀마 바간

## 같이 보기
- 앙코르 유적
- 앙리 무오
- 폴 펠리오
- 주달관의 진랍풍토기